# Jeff Aubry
Jeffrion Lemel Aubry, detto Jeff (Queens, 29 giugno 1977), è un ex cestista statunitense con cittadinanza portoricana, professionista nella NBDL.

## Palmarès
- PBL All-Defensive First Team (2010)
- Miglior stoppatore PBL (2010)